# Motor Lublin (piłka nożna) w sezonie 1967/1968
Sezon 1967/1968 był dla Motoru Lublin 14. sezonem na trzecim szczeblu ligowym. W trzydziestu rozegranych spotkaniach, Motor zdobył 49 punktów i zajął pierwsze, premiowane awansem do II ligi, miejsce w tabeli.

## Przebieg sezonu
1 sierpnia 1967 piłkarze Motoru rozpoczęli przygotowania do nowego sezonu w Międzyrzecu Podlaskim. Na zgrupowaniu przebywało 19 zawodników: Andrzej Wężyk, Jerzy Mikulicz, Krzysztof Rześny, Ryszard Brysiak, Edward Szafrański, Stanisław Sklarek, Stanisław Iwanek, Adam Podgórski, Mieczysław Wężyk, Edward Widera, Stanisław Świerk, Ryszard Ciurski (przybył ze Stilonu), Jerzy Wilkosz, Andrzej Broda, Janusz Marzec, Witold Sokołowski (kapitan), Henryk Nowicki, Krzysztof Pasek i Janusz Wierzchowski. Trenerem był wówczas Stanisław Rudnicki, asystentem Jerzy Adamiec. W przerwie letniej do Motoru ze Stali Kraśnik przybyli Ryszard Dworzecki i Andrzej Drabik. We wrześniu trenerem zespołu został Marian Szymczyk. Rundę jesienną Motor zakończył na drugim miejscu ze stratą dwóch punktów do lidera Włokniarza Łódź.
7 lutego 1968 piłkarze Motoru wraz z trenerami Marianem Szymczykiem i Edwardem Drabińskim wyjechali na dwutygodniowe zgrupowanie do Szklarskiej Poręby. W składzie drużyny znalazło się 23 zawodników. Przygotowując się do rundy wiosennej rozegrali mecze sparingowe ze Zjednoczonymi Mikulczyce (10:0), Metalem Kluczbork (2:2), z I-ligowym Zagłębiem Sosnowiec (0:2) i II-ligową Unią Tarnów (3:2). Ponadto Motor rozegrał mecze kontrolne ze Stalą Mielec (1:3) i dwa z Błękitnymi Kielce (1:2 i 1:1). Do drużyny przybył między innymi Władysław Bucki, występujący poprzednio w Zagłębiu Sosnowiec.
Rundę wiosenną Motor rozpoczął od czterech zwycięstw z rzędu, następnie zremisował w Pruszkowie ze Zniczem. Po 20 kolejkach liderem był Włókniarz Łódź, który miał punkt przewagi nad lubelskim zespołem. Do spotkania z łódzkim Włókniarzem doszło w niedzielę, 5 maja, na stadionie przy Kresowej. W obecności 15 tysięcy widzów Motor pokonał bezpośredniego rywala do awansu 3:1 i awansował na 1. miejsce w tabeli. Po zwycięstwie Motoru w wyjazdowym meczu ze Stalą Kraśnik i porażce u siebie Włókniarza ze Zniczem w 24. kolejce, przewaga lubelskiego zespołu nad wiceliderem wzrosła do czterech punktów. Awans do II ligi Motor zapewnił sobie po remisie w wyjazdowym meczu z Warszawianką.

## Mecze ligowe w sezonie 1967/1968
| Data                 | Przeciwnik                     | D/W            | Miejsce                   | Wynik M/P      | Strzelcy                                                                                 | Widzów         | Źródło               |
| RUNDA JESIENNA       | RUNDA JESIENNA                 | RUNDA JESIENNA | RUNDA JESIENNA            | RUNDA JESIENNA | RUNDA JESIENNA                                                                           | RUNDA JESIENNA | RUNDA JESIENNA       |
| -------------------- | ------------------------------ | -------------- | ------------------------- | -------------- | ---------------------------------------------------------------------------------------- | -------------- | -------------------- |
|                      |                                |                |                           |                |                                                                                          |                |                      |
| 13 sierpnia 1967     | Legia II Warszawa              | W              | Warszawa                  | 3:3            | Brysiak 12', ?', ?'                                                                      |                | [ 14 ] [ 15 ]        |
| 20 sierpnia 1967     | Czarni Radomsko                | W              | Radomsko                  | 1:1            | Świerk 28'                                                                               |                | [ 16 ] [ 17 ]        |
| 3 września 1967      | Warmia Olsztyn                 | W              | Olsztyn                   | 1:0            | Sokołowski ?'                                                                            |                | [ 18 ]               |
| 6 września 1967      | Avia Świdnik                   | D              | Stadion przy ul. Kresowej | 1:0            | Widera 29'                                                                               | 10 tys.        | [ 19 ] [ 20 ]        |
| 9 września 1967      | Znicz Pruszków                 | D              | Stadion przy ul. Kresowej | 3:1            | Sokołowski 24', 84', Brysiak 39'                                                         | 4 tys.         | [ 21 ] [ 22 ]        |
| 17 września 1967     | Włókniarz Łódź                 | W              | Łódź                      | 0:2            |                                                                                          | 2 tys.         | [ 23 ] [ 24 ]        |
| 24 września 1967     | Polonia Warszawa               | D              | Stadion przy ul. Kresowej | 2:0            | Widera 19' (k), Sokołowski 41'                                                           | 7 tys.         | [ 25 ] [ 26 ]        |
| 1 października 1967  | Włókniarz Białystok            | W              | Białystok                 | 2:0            | Brysiak 49', 81'                                                                         |                | [ 3 ] [ 27 ]         |
| 8 października 1967  | Stal Kraśnik                   | D              | Stadion przy ul. Kresowej | 1:0            | Brysiak 6'                                                                               | 8 tys.         | [ 28 ] [ 29 ]        |
| 15 października 1967 | Lublinianka                    | W              | stadion Lublinianki       | 0:0            |                                                                                          | 8 tys.         | [ 30 ] [ 31 ]        |
| 22 października 1967 | Victoria Bartoszyce            | D              | Stadion przy ul. Kresowej | 8:0            | Brysiak 6', 45', Drabik 19', Sokołowski 36', 50', Widera 71', · Dworzecki 76', 15' (sam) | 7 tys.         | [ 32 ] [ 33 ]        |
| 29 października 1967 | Concordia Piotrków Trybunalski | W              | Piotrków Trybunalski      | 1:1            | Nilipiuk 30'                                                                             |                | [ 34 ]               |
| 5 listopada 1967     | Warszawianka                   | D              | Stadion przy ul. Kresowej | 1:0            | Sokołowski 47'                                                                           | 6 tys.         | [ 35 ] [ 36 ]        |
| 12 listopada 1967    | AZS-AWF Warszawa               | W              | Warszawa                  | 0:3            |                                                                                          |                | [ 37 ]               |
| 19 listopada 1967    | Mazur Ełk                      | D              | Stadion przy ul. Kresowej | 2:0            | Nilipiuk 60', 80'                                                                        | 2 tys.         | [ 4 ] [ 38 ]         |
|                      |                                |                |                           |                |                                                                                          |                |                      |
| RUNDA WIOSENNA       |                                |                |                           |                |                                                                                          |                |                      |
|                      |                                |                |                           |                |                                                                                          |                |                      |
| 24 marca 1968        | Legia II Warszawa              | D              | Stadion przy ul. Kresowej | 2:1            | Sokołowski 29', 74'                                                                      | 7 tys.         | [ 39 ] [ 40 ]        |
| 31 marca 1968        | Czarni Radomsko                | D              | Stadion przy ul. Kresowej | 1:0            | Sokołowski 74'                                                                           | 6 tys.         | [ 41 ] [ 42 ]        |
| 7 kwietnia 1968      | Avia Świdnik                   | W              | Świdnik                   | 2:1            | Sokołowski 15', 53'                                                                      | 5 tys.         | [ 43 ] [ 44 ]        |
| 21 kwietnia 1968     | Warmia Olsztyn                 | D              | Stadion przy ul. Kresowej | 4:0            | Drabik 8', Dworzecki 18', 26', Sokołowski 30'                                            | 8 tys.         | [ 45 ] [ 46 ]        |
| 28 kwietnia 1968     | Znicz Pruszków                 | W              | Pruszków                  | 1:1            | Rześny 67'                                                                               |                | [ 10 ]               |
| 5 maja 1968          | Włókniarz Łódź                 | D              | Stadion przy ul. Kresowej | 3:1            | Dworzecki 34', Nilipiuk 57', Sokołowski 72'                                              | 15 tys.        | [ 11 ] [ 47 ] [ 48 ] |
| 12 czerwca 1968      | Polonia Warszawa               | W              | stadion Polonii           | 2:0            | Dworzecki 4', Brysiak 55'                                                                |                | [ 49 ]               |
| 19 maja 1968         | Włókniarz Białystok            | D              | Stadion przy ul. Kresowej | 4:0            | Lisiewicz 15', Sokołowski 30', Drabik 51', Dworzecki 74'                                 | 8 tys.         | [ 50 ] [ 51 ]        |
| 26 maja 1968         | Stal Kraśnik                   | W              | Kraśnik                   | 1:0            | Bucki 65'                                                                                |                | [ 12 ] [ 52 ]        |
| 2 czerwca 1968       | Lublinianka                    | D              | Stadion przy ul. Kresowej | 5:0            | Sokołowski 7', 78', Rychcik 44' (sam), Nilipiuk 48', Brysiak 75'                         | 8 tys.         | [ 53 ] [ 54 ]        |
| 9 czerwca 1968       | Victoria Bartoszyce            | W              | Bartoszyce                | 3:0            | Rześny 2', Nilipiuk 25', 75'                                                             |                | [ 55 ] [ 56 ]        |
| 13 czerwca 1968      | Concordia Piotrków Trybunalski | D              | Stadion przy ul. Kresowej | 4:1            | Nilipiuk 7', 14', 31', Dworzecki 25'                                                     |                | [ 57 ] [ 58 ]        |
| 16 czerwca 1968      | Warszawianka                   | W              | Warszawa                  | 0:0            |                                                                                          |                | [ 13 ]               |
| 23 czerwca 1968      | AZS-AWF Warszawa               | D              | Stadion przy ul. Kresowej | 1:1            | Drabik 84'                                                                               |                | [ 59 ] [ 60 ]        |
| 30 czerwca 1968      | Mazur Ełk                      | W              | Ełk                       | 4:0            | Dworzecki ?', ?', Sokołowski ?', Brysiak ?'                                              |                | [ 61 ]               |

### Tabela III ligi grupy III
| Poz | Klub                           | M  | Pkt | Bz | Bs |
| --- | ------------------------------ | -- | --- | -- | -- |
| 1.  | Motor Lublin                   | 30 | 49  | 64 | 18 |
| 2.  | Włókniarz Łódź                 | 30 | 44  | 65 | 19 |
| 3.  | Legia II Warszawa              | 30 | 39  | 53 | 39 |
| 4.  | Avia Świdnik                   | 30 | 39  | 49 | 25 |
| 5.  | Polonia Warszawa               | 30 | 33  | 43 | 33 |
| 6.  | Czarni Radomsko                | 30 | 32  | 52 | 33 |
| 7.  | AZS-AWF Warszawa               | 30 | 32  | 44 | 44 |
| 8.  | Znicz Pruszków                 | 30 | 30  | 28 | 30 |
| 9.  | Włókniarz Białystok            | 30 | 30  | 45 | 50 |
| 10. | Stal Kraśnik                   | 30 | 30  | 27 | 37 |
| 11. | Warszawianka                   | 30 | 26  | 28 | 29 |
| 12. | Concordia Piotrków Trybunalski | 30 | 26  | 26 | 45 |
| 13. | Lublinianka                    | 30 | 24  | 23 | 38 |
| 14. | Mazur Ełk                      | 30 | 23  | 24 | 47 |
| 15. | Warmia Olsztyn                 | 30 | 12  | 18 | 60 |
| 16. | Victoria Bartoszyce            | 30 | 11  | 24 | 76 |